# Rother-Hof

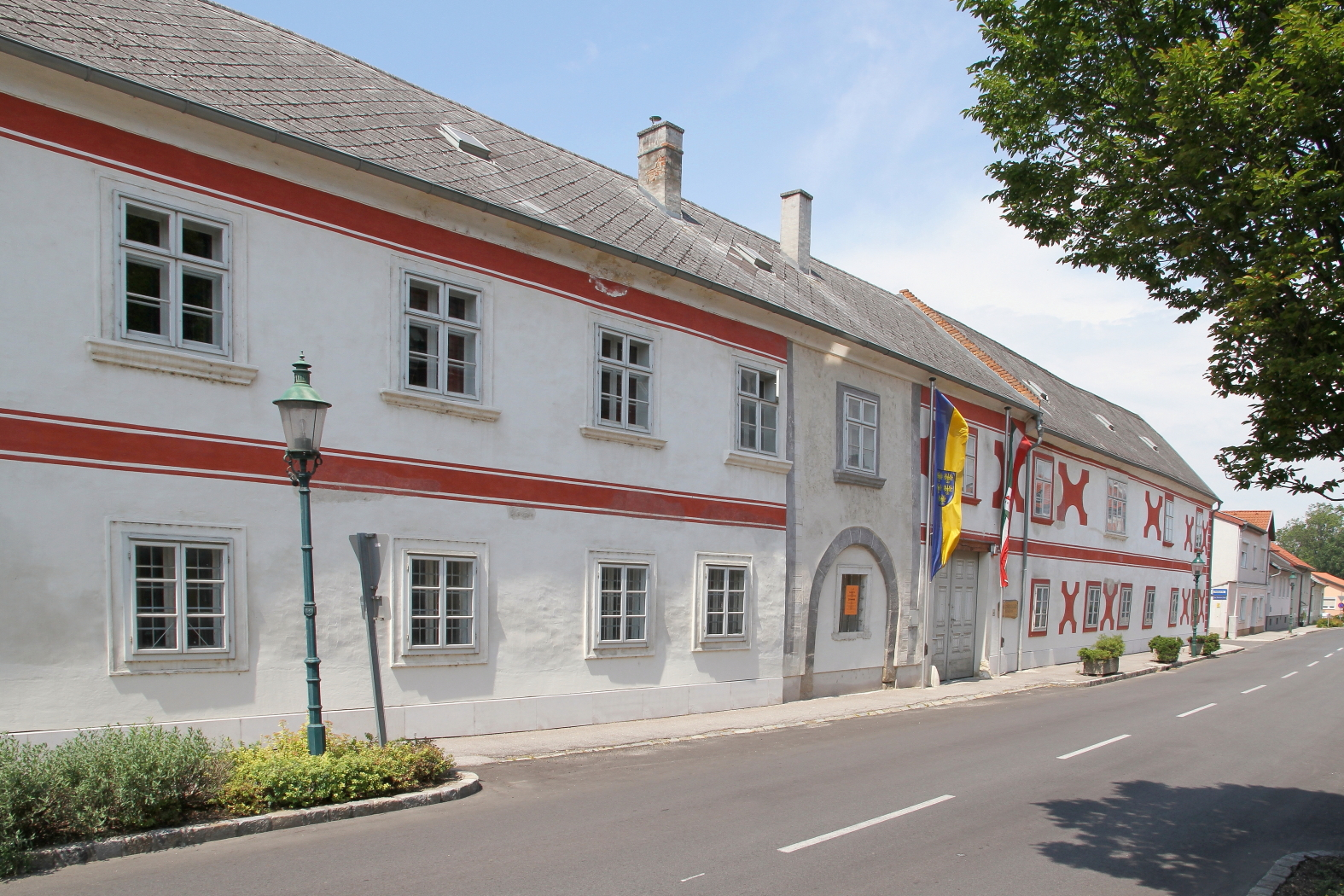
Der sogenannte „Rother Hof“, ein ehemaliges Gerichtsgebäude.

Der Rother-Hof, ein ehemaliges Gerichts- und Verwaltungsgebäude, jetzt Heimatmuseum, steht in Pottendorf in Niederösterreich in der Hauptstraße 25.
Der Gerichtsbau wurde im 15. Jahrhundert unter den Herren von Zinzendorf errichtet. Im Jahre 1642 ging das Gericht in den Besitz von Jakob Rauch von Rauchenberg, 1665 an Graf Franz Nádasdy. Nach der Hinrichtung von Nádasdy im Zuge der Magnatenverschwörung gegen den Kaiser wird der Besitz wieder kaiserliches Lehen und war 1695 ein Gasthof. Der Besitz ging im Jahre 1702 an die Grafen Starhemberg. Von 1803 bis 1991 war das Gebäude im Besitz der Grafen Esterházy von Galantha und wurde Wohnsitz der herrschaftlichen Verwalter. Seit 1991 im Besitz der Gemeinde Pottendorf wird das Gebäude seit 1997 als Heimatmuseum genutzt.
Die Benennung des Hofes ergab sich durch die barocke Färbelung der Fassade mit roten Fensterrahmungen und x-förmigen Feldern. Der mächtige lang gestreckte zweigeschoßige Vierflügelbau um einen Rechteckhof wurde mehrfach umgebaut und ausgebaut. Der Straßentrakt hat einen ursprünglich mittig gesetzten Torturm. Im Nordosttrakt waren Stallungen, Futterkammern und Wagenschuppen. Im Nordwesttrakt ehemalige Schüttböden und ein Gefängnistrakt.
Es gibt Wappensteine, welche aus der Schlosskapelle hierher übertragen wurden.